# Plaisance, Seychellerna

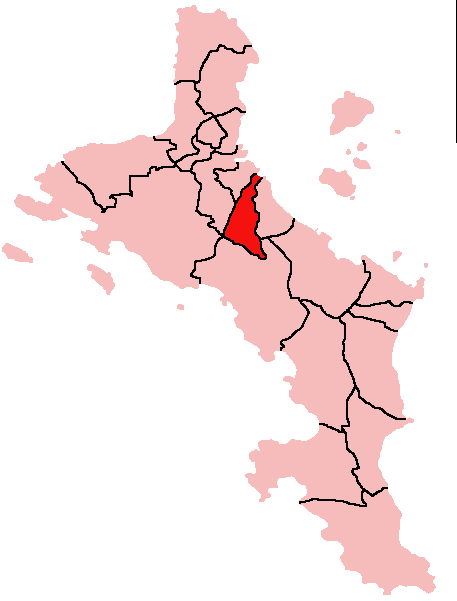
Distriktets läge.

Distriktet Plaisance är ett av Seychellernas 26  distrikt.

## Geografi
Distriktet har en yta på cirka 2,9 km² med cirka 3 400 invånare. Befolkningstätheten är 1 172 invånare / km².
Plaisance ligger i regionen Östra Mahé (East Mahé) men tillhör förvaltningsmässigt regionen Greater Victoria

## Förvaltning
Distriktet förvaltas av en district administrator och ISO 3166-2koden är "SC-19". Huvudorten är Plaisance.
Sedan 1994 lyder varje distrikt under "Local Government" som är en enhet av departementet Ministry of Local Government, Youth and Sport. Distriktens roll är att främja tillgång av offentliga tjänster på lokal nivå.
Distriktets valspråk är: "En vizyon ver prosperite" (Med vision mot välstånd).